# Mika Kuusisto
Mika Juhani Kuusisto (Jurva, 13 dicembre 1967) è un ex fondista finlandese.
È marito di Merja Lahtinen, a sua volta fondista di alto livello.

## Biografia
In Coppa del Mondo ottenne il primo risultato di rilievo il 10 marzo 1990 a Örnsköldsvik (15°) e l'unica vittoria, nonché primo podio, il 12 febbraio 1995 a Oslo.
In carriera prese parte a un'edizione dei Giochi olimpici invernali, Albertville 1992 (26° nella 30 km, 23° nella 50 km, 3° nella staffetta), e a una dei Campionati mondiali, vincendo una medaglia.

## Palmarès

### Olimpiadi
- 1 medaglia:
  - 1 bronzo (staffetta[2] a Albertville 1992)

### Mondiali
- 1 medaglia:
  - 1 bronzo (staffetta[2] a Val di Fiemme 1991)

### Coppa del Mondo
- Miglior piazzamento in classifica generale: 36º nel 1992
- 2 podi (entrambi a squadre[3])[4]:
  - 1 vittoria
  - 1 secondo posto

#### Coppa del Mondo - vittorie
| Data             | Località | Nazione  | Spec.                                                      |
| ---------------- | -------- | -------- | ---------------------------------------------------------- |
| 12 febbraio 1995 | Oslo     | Norvegia | 4x5 km (con Karri Hietamäki, Harri Kirvesniemi e Sami Repo |

### Campionati finlandesi
- 2 ori (50 km nel 1990; inseguimento nel 1991)[1]